# إمبراطورية مين (مسلسل)
إمبراطورية مين مسلسل تلفزيوني مصري عرض في رمضان 1435هـ/2014م. أحداث المسلسل تدور حول عائلة مصرية مقيمة في الخارج، وفي يوم من الأيام، يستبد الحنين بكل من الأب والأم (محمد شاهين وهند صبري)، فيقرران العودة إلى مصر، ويوافق الأبناء على هذا القرار على مضض، وبعد العودة تواجه العائلة العديد من المواقف والمفارقات الكوميدية التي لم تكن لتخطر لهما على بال.
اسم المسلسل مستوحى من اسم فيلم أُنتج عام1973 هو إمبراطورية ميم.

## طاقم العمل
- هند صبرى بدور اميرة ابنة مراد وفضيلة
- محمد شاهين بدور سامي زوج اميرة واخ رامي
- عزت أبو عوف بدور الدكتور مراد سري والد اميرة
- نيرة عارف
- سلوى خطاب بدور فضيلة والدة اميرة
- بدرية طلبة بدور زينب خادمة بيت اميرة وسامي
- رزان جمال بدور كارلا زوجة رامي وام عمر
- محمد ممدوح بدور رامي زوج كارلا واخ سامي
- سلوى محمد علي بدور مس فريدة مدرسة سارة
- غاليه اياد بدور سارة ابنة اميرة وسامي
- ادم علاء بدور ادم ابن اميرة وسامي
- احمد داش بدور عمر ابن رامي وكارلا
- جودي ياسر بدور ليلى ابنة رامي وكارلا
- محمد علي رزق
- معاذ نبيل
- أحمد محارب